# Saint-Pierre-des-Nids

Saint-Pierre-des-Nids este o comună în departamentul Mayenne, Franța. În 2009 avea o populație de 1,932 de locuitori.